# 塞拉迪費羅
塞拉迪費羅（法語：Serra-di-Ferro，法語發音：[sɛʁa di fɛʁo]）是法国南科西嘉省的一个市镇，属于阿雅克肖区。

## 地理
塞拉迪費羅（41°43'47"N, 8°47'56"E）面积32.77 平方千米，位于法国南科西嘉省，该省份位于科西嘉南部，后者为地中海西部的一座岛屿，也是法国的一个单一领土集体，位于法国大陆部分的东南面，意大利半島的西面，最临近的地块是撒丁岛。
与塞拉迪費羅接壤的市镇（或旧市镇、城区）包括：科蒂-基亚瓦里、奥尔梅托、索拉卡罗。

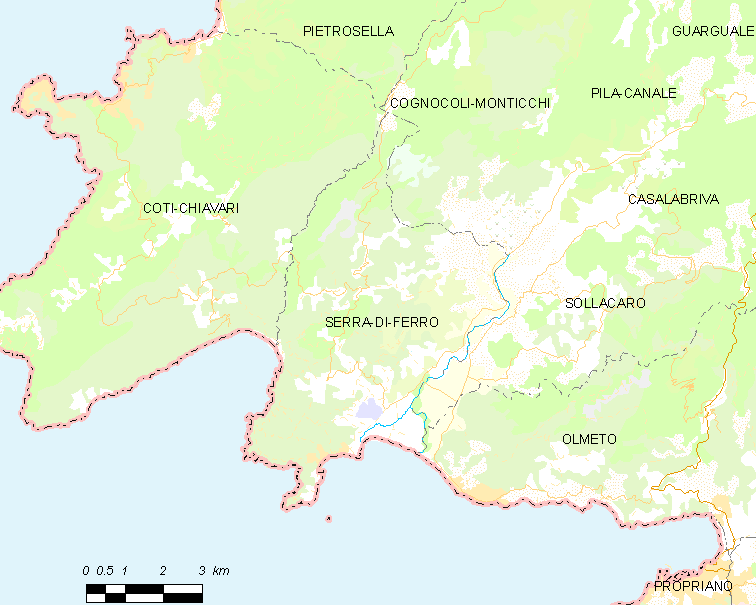
塞拉迪費羅的OSM定位图

塞拉迪費羅的时区为UTC+01:00、UTC+02:00（夏令时）。

## 行政
塞拉迪費羅的邮政编码为20140，INSEE市镇编码为2A276。

## 政治
塞拉迪費羅所属的省级选区为塔拉沃-奥尔纳诺县。

## 人口

1962-2008年间塞拉迪費羅人口变化图示

塞拉迪費羅于2022年1月1日时的人口数量为709人。